# Gray Barker
Gray Barker (2 de mayo de 1925 – 6 de diciembre de 1984) fue un escritor estadounidense conocido por sus libros sobre ovnis y otros fenómenos paranormales. Su libro de 1956 They Knew Too Much About Flying Saucers (Sabían demasiado sobre platillos volantes) introdujo la noción de los hombres de negro en el folclore ovni. Evidencias recientes indican que era escéptico en la mayoría de las afirmaciones ovni, y escribió principalmente sobre lo paranormal para obtener ganancias financieras. A veces participó en bulos para engañar a investigadores ovni.

## Biografía
Nacido en Riffle, Condado de Braxton, Virginia Occidental, Barker se graduó en el Glenville State College en 1947. En 1952, trabajaba como contratista de teatro en Clarksburg, Virginia Occidental, cuando comenzó a recopilar historias sobre el monstruo de Flatwoods, un supuesto extraterrestre reportado por residentes del cercano condado de Braxton. Barker envió un artículo sobre la criatura a la revista Fate, y poco después comenzó a escribir artículos regulares sobre ovnis para Space Review, una revista publicada por la International Flying Saucer Bureau de Albert K. Bender.
En 1953, Albert K. Bender disolvió abruptamente su organización, alegando que no podía continuar escribiendo sobre ovnis debido a "órdenes de una fuente superior". Tras presionar a Bender para obtener más detalles, Barker escribió su primer libro, They Knew Too Much About Flying Saucers (Sabían demasiado sobre platillos volantes), que fue publicado por University Books en 1956. El libro fue el primero en describir a los hombres de negro, un grupo de figuras misteriosas que, según los teóricos de la conspiración de los ovnis, intimidan a las personas para que guarden silencio sobre los mismos. Barker relató los supuestos encuentros de Bender con los hombres de negro, de los que se decía que viajaban en grupos de tres personas, vestían trajes negros y conducían grandes automóviles negros. En 1962, Barker y Bender colaboraron en un segundo libro sobre el tema llamado Flying Saucers and the Three Men (Platillos volantes y los tres hombres). Publicado bajo el sello de Barker, Saucerian Books, este libro propuso que los hombres de negro eran, ellos mismos, extraterrestres.
Durante las siguientes dos décadas, Barker continuó escribiendo libros sobre ovnis y otros fenómenos paranormales. Uno de estos fue The Silver Bridge (El puente de plata) de 1970, que relacionó el colapso del Silver Bridge en Point Pleasant, Virginia Occidental, con la aparición de una supuesta criatura paranormal conocida como Mothman. El libro precedió a The Mothman Prophecies de John Keel en cinco años. Antes de morir en 1984, Barker escribió un último libro sobre los hombres de negro, llamado MIB: The Secret Terror Among Us (MIB: el terror secreto entre nosotros).

## Opiniones sobre lo paranormal
Aunque sus libros abogaban por la existencia de ovnis y extraterrestres, Barker era en privado escéptico de lo paranormal. Su hermana Blanch explicó que Barker solo escribió los libros por el dinero y su amigo James W. Moseley dijo que Barker se "tomó casi toda la ufología como una broma". En una carta a John C. Sherwood, quien había enviado materiales a Saucerian Books cuando era adolescente, Barker se refirió a sus escritos paranormales como sus "libros descabellados".
Barker ocasionalmente se dedicaba a crear bulos deliberados con el fin de engañar a los entusiastas de los ovnis. En 1957, por ejemplo, Barker y Moseley escribieron una carta falsa (firmada "R.E. Straith") al autoproclamado "contactado" George Adamski, informándole que el Departamento de Estado de los Estados Unidos estaba satisfecho con su investigación sobre los ovnis. La carta fue escrita en papel del Departamento de Estado y el mismo Barker la describió como "uno de los grandes misterios sin resolver del campo ovni" en su Book of Adamski (Libro de Adamski) de 1967.
Según el artículo de Sherwood del Skeptical Inquirer "Gray Barker: My Friend, the Myth-Maker" ("Gray Barker: mi amigo, el creador de mitos"), puede haber habido "un grano de verdad" en los escritos de Barker sobre los hombres de negro, en el sentido de que la Fuerza Aérea de los Estados Unidos y otras agencias gubernamentales intentaron desalentar el interés público en los ovnis durante la década de 1950. Sin embargo, se cree que Barker embelleció mucho los hechos de la situación. En el mismo artículo del Skeptical Inquirer, Sherwood reveló que, a finales de la década de 1960, él y Barker colaboraron en un breve aviso ficticio alusivo a los hombres de negro, que se publicó como hecho en la revista Flying Saucers de Raymond A. Palmer y en algunas de las publicaciones de Barker. En la historia, Sherwood (escribiendo como "Dr. Richard H. Pratt") afirmó que los "negros" le ordenaron que guardara silencio después de enterarse de que los ovnis eran vehículos que viajaban en el tiempo. Más tarde, Barker le escribió a Sherwood: "Evidentemente, los fanáticos se lo tragaron de un golpe".

## Legado
El concepto de hombres de negro, que Barker introdujo en They Knew Too Much About Flying Saucers, se ha convertido en una parte importante del fenómeno ovni. El libro inspiró un cómic de ficción escrito por Lowell Cunningham, que a su vez inspiró una película popular y series de televisión animadas. El propio Barker se convirtió en el tema de dos documentales: Whispers From Space (1995), que fue creado por The Last Prom, y Shades of Grey (2008), que fue dirigido por Bob Wilkinson.
En su sala Gray Barker en Waldomore, la Biblioteca Pública Clarksburg-Harrison de Virginia Occidental contiene una colección de escritos de Gray Barker, así como archivos de correspondencia entre Barker y figuras notables del campo ovni desde la década de 1950 a principios de la década de 1980, como George Adamski, Howard Menger, James Moseley y otros. La sala es una parada turística menor para los entusiastas ovni.